# Наккаш Осман
Наккаш Осман (осман. نقاش عثمان; 2-а пол. XVI ст.) — турецький художник-мініатюрист, очільник придворної майстернів султанів Османської імперії. Розквіт творчості між 1560 і 1592 роками.

## Життя та творчість
Про нього відомості обмежені. Є свідчення, що він народився в Сараєво, але невідомо він був турком або боснійцем. Також невідомий родовід, а наккаш перекладається як художник чи мініатюрист. Почав працювати в придворній майстерні десь наприкінці панування султана Сулеймана I. За часів його наступника Селіма II вже очолив майстерню. Продовжив працювати за султана Мурада III.
Найдавніші відомі ілюстрації Османа були зроблені між 1560 і 1570 роками для перекладу поеми «Шахнама» Фірдоусі. Відомо, що він був головним ілюстратором різних офіційних історій, написаних Саїдом Локманом для султана Мурада III, зокрема «Зафар-наме» (Книга перемог), «Шахнаме-і Селім Хан» (Книга царів Селім-хана), «Шахіншанаме» (Книга Царя Царів). У 1582 році він працював над астрологічною «Книгою Фелісіті», 1585 року був одним із ілюстраторів «Сійєр-і Небі» (епосу про життя Мухаммеда 1388 року). 1588—1589 року ілюстрував «Сюрнаме-і-Хумаюн» (Книгу султанських святкувань).
Стиль ілюстрації Османа був описаний як «простий, але проникливий». Його ілюстрації демонструють пильну увагу до найдрібніших деталей, зображуючи події в реалістичному стилі. Портрети, як правило, демонструють більше емоцій, ніж портрети попередніх придворних художників. Його творчість вплинула на наступне покоління придворних художників в Османській імперії. Історик турецького живопису Філіз Джаман називає Наккаш Османа засновником османської мініатюри класичного періоду.